# 二碘化钨
二碘化钨是钨的一种碘化物，化学式为[W6I8]I4，或简写为WI2。

## 制备
二碘化钨可以由三碘化钨分解而成。
{\displaystyle \mathrm {6\ WI_{3}\longrightarrow [W_{6}I_{8}]I_{4}+3\ I_{2}} }
它也可以由二氯化钨和碘化物的置换反应而成。
{\displaystyle \mathrm {[W_{6}Cl_{8}]Cl_{4}+12\ I^{-}\longrightarrow [W_{6}I_{8}]I_{4}+12Cl^{-}} }
它也可以由钨和碘直接反应而成，此为可逆反应。这个反应可用于卤素灯中。
{\displaystyle \mathrm {W+I_{2}\rightleftharpoons WI_{2}} }
六羰基钨和碘反应，也可以得到二碘化钨。

## 性质
二碘化钨是一种深土色固体，在空气和湿气中稳定。它的结构和二氯化钨一样，为正交晶系，空间群 Bbem (No. 64)，晶格参数 a = 1258 pm、b = 1259 pm、c = 1584 pm。